# Automatismo surrealista

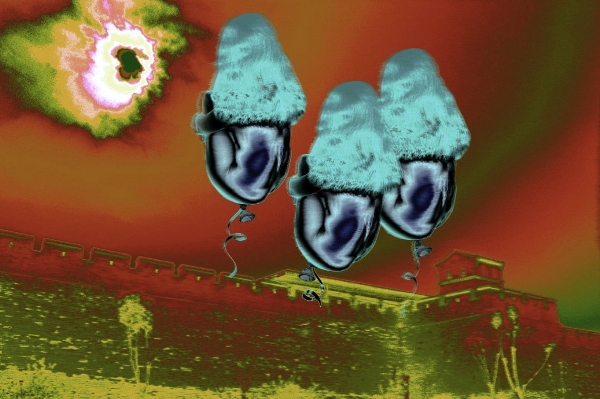
Victor Pinchuk, "Fe, Esperanza, Amor" Una obra surrealista creada a través de un sueño.

El automatismo  es un método de producir arte en el cual el artista suprime el control consciente sobre el proceso de producción, permitiendo que el inconsciente tenga gran influencia. Dadaistas de comienzos del siglo XX tales como Hans Arp, hicieron algún uso de este método a través de operaciones casuales. Artistas surrealistas, especialmente André Masson, adaptaron al arte el método escritura automática de André Breton y Philippe Soupault que compuso con él Les Champs Magnétiques (Los Campos Magnéticos) en 1919. The Automatic Message (1933) fue una de las obras significativas de Breton sobre automatismo.
Se parte del hecho de que se puede crear de y a partir de todo, la creatividad pura solo pertenece a la naturaleza y por tanto se aprende a copiar a través de la observación atenta, la intuición y la atención suspicaz a nuestro inconsciente. Por tanto todos los medios de expresión son válidos. Se nutre estéticamente de todas las corrientes y estilos artísticos, así como del inconsciente colectivo universal arquetipos que versa sobre nuestro pasado, presente y futuro, unidos en una misma línea de tiempo cuya duración es de un instante infinito.

## Principios básicos
1. Lo no racional es la base.
2. El inconsciente predomina y domina.
3. La memorización tiene una importancia secundaria; se le da preponderancia al instinto
4. El conocimiento y la información es la base fundamental de la creación.
5. La observación es la piedra angular del diseño.
6. La toma de decisiones debe ser inmediata sin propósitos concretos, asumiendo todos los riesgos necesarios.
7. No hay errores, solo oportunidades; el error mínimo se debe convertir en la pieza fundamental de una obra maestra.

## Dibujo y pintura automática
El dibujo automático fue iniciado por el artista inglés Austin Osman Spare, quien escribió un capítulo, Dibujo automático como un medio para el arte, en su libro, "El libro del placer" (1913). Otros artistas que también practicaron el dibujo automático fueron Hilma af Klint, André Masson, Joan Miró, Salvador Dalí, Jean Arp, André Breton y Freddy Flores Knistoff.
La técnica del dibujo automático se transfirió a la pintura (como se ve en las pinturas de Miró, que a menudo comenzó como dibujos automáticos), y se ha adaptado a otros medios; incluso ha habido "dibujos" automáticos en gráficos de computadora. También se piensa que Pablo Picasso utilizó un tipo de dibujo automático en su trabajo posterior, y particularmente en sus grabados y suites litográficas de la década de 1960.
El dibujo automático (distinguido de la expresión dibujada de los medios) fue desarrollado por los surrealistas, como un medio para expresar el subconsciente. En el dibujo automático, la mano puede moverse "al azar" a través del papel. Al aplicar la casualidad y el accidente a la creación de marcas, el dibujo se libera en gran medida del control racional. Por lo tanto, el dibujo producido puede atribuirse en parte al subconsciente y puede revelar algo de la psique, que de otro modo sería reprimido. Ejemplos de dibujo automático fueron producidos por médiums y practicantes de las artes psíquicas. Algunos espiritistas pensaban que era un control espiritual que producía el dibujo mientras tomaba físicamente el control del cuerpo del médium.